# Delarivier Manley
Mary Delarivier (a veces escrito Delariviere, Delarivière o de la Rivière) Manley (1663 o h. 1670 - 1724) fue una novelista inglesa de ficción amatoria, dramaturga, y panfletista política. Era miembro, con Eliza Haywood y Aphra Behn, del grupo conocido como El Bello triunvirato del Ingenio. 

## Biografía
Manley nació probablemente en Jersey, la tercera de los seis hijos de Sir Roger Manley, un oficial del ejército realista e historiador, y una mujer de los Países Bajos españoles, que murió siendo Delarivier joven. Los detalles de su infancia son desconocidos en su mayor parte, ya que su propia versión no es de fiar. Parece que ella y su hermana Cornelia se trasladaron con su padre a diversos destinos militares.
Después de la muerte de su padre en 1687, las jóvenes se convirtieron en pupilas de su primo, John Manley (1654-1713), un parlamentario tory. John Manley se había casado con una heredera de Cornualles y, posteriormente, se casó con Delarivier, incurriendo así en bigamia. Tuvieron un hijo llamado John en 1691. En enero de 1694 Mary abandonó a su marido y marchó a vivir con Barbara Villiers, primera Duquesa de Cleveland, llamada "lady Castlemaine", en su tiempo amante del rey Carlos II. Sólo estuvo con ella seis meses, momento en que la duquesa la expulsó, alegando que flirteaba con su hijo. 
Durante el periodo de 1694-1696 Mary viajó por Inglaterra, principalmente el suroeste. Escribió entonces su primera obra, una comedia, The Lost Lover, or, The Jealous Husband (1696). Parece que durante un tiempo se reconcilió con su esposo.

## Obras

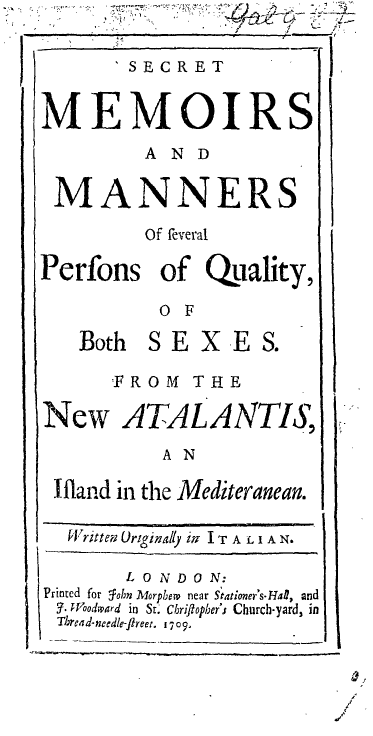
Secret Memoirs and Manners

- Letters written by Mrs Manley (1696)
- The Lost Lover or The Jealous Husband (1696), una comedia
- The Royal Mischief (1696), una tragedia
- Secret History of Queen Zarah and the Zarazians (1705)
- Almyna, or the Arabian Jew (1707), una tragedia
- Secret Memoirs and Manners of Several Persons of Quality of Both Sexes, from the new Atlantis, an island in the Mediterranean (1709), una sátira que se toma grandes libertades con destacados whigs
- Memoirs of Europe towards the Close of the Eight Century. Written by Eginardus (1710)
- A True Narrative of What Passed at the Examination of the Marquis of Guiscard (1711)
- Court Intruigues in a Collection of Original Letters from the Island of the New Atalantis (1711)
- The Adventures of Rivella, or the History of the Author of The New Atalantis (1714)